# Pelagibacter ubique
Pelagibacter es un género monotípico cuya única especie, P. ubique, es posiblemente la bacteria más numerosa de la Tierra (quizás existan 1028 células individuales). Es un miembro de las alfaproteobacterias. Anteriormente, cuando solo era conocida a partir de secuencias de ARNr, se denominaba SAR11. Estas secuencias fueron encontradas por primera vez en muestras ambientales tomadas del Mar de los Sargazos en 1990. La bacteria fue aislada en 2002 y se le asignó su nombre, aunque todavía no ha sido validado de acuerdo con las normas del Código Internacional de Nomenclatura de Procariotas. Es la bacteria de vida heterótrofa más sencilla que se conoce.
Pelagibacter tiene una distribución mundial en forma de bacterioplancton. Es una de las células reproductivas más pequeñas conocidas, con una longitud de  0,37-0,89 µm y un diámetro de solo 0,12-0,20 µm.

## Genoma
Pelagibacter tiene solo 1354 genes, muy pocos en comparación con los seres humanos que tienen alrededor de 18 000 - 25 000 genes. El genoma no presenta la mayoría de los defectos que la mayor parte de los genomas han ido acumulando a lo largo del tiempo: no hay genes duplicados, ni genes virales, ni ADN basura. El pequeño tamaño del genoma implica un menor 'trabajo' para realizar la copia cuando la bacteria se reproduce. Además, utiliza los pares de bases que requieren menos nitrógeno, puesto que éste es un elemento relativamente difícil de conseguir por los organismos de vida libre. A juzgar por su abundancia, es una forma de vida muy eficiente.